# MG・ZS (クロスオーバー)
MG・ZSは、上海汽車集団 (SAIC) 傘下のMGが製造・販売しているサブコンパクトクロスオーバーSUVである。

## 概要
2016年の広州国際モーターショーで発表。2017年3月から中国で発売開始した。イギリスでも5月にロンドンモーターショーでデビューし、同年末から発売開始した。また、SAICとCPグループとの合弁で組立と販売を行っているタイ王国では11月14日から発売開始した。
MGでは2015年に発表されたGSに続いて2番目のSUVとなる。ZSの車名はかつてMGローバー時代の2001年から2005年にかけて販売されていたローバー・45の姉妹車で使われていた。混同を避けるためイギリス市場では一旦は車名をXSに変えると発表していたが、すぐに撤回された。
2019年9月には成都モーターショーにてフェイスリフトされたZSが発表された。
駆動方式はFWDのみとなる。パワートレーンは仕向地によって異なるが、エンジンはSAICの15S4C型 直列4気筒 1.5L (1498cc) VTi-Tech NSE Plusに、SAICとゼネラルモーターズとの共同開発である直列3気筒 1.0L (999cc) T GDI（直噴ターボ）、直列3気筒 1.3L (1349cc) T GDIの3種類。トランスミッションは5速MT、4速AT、6速AT、8速マニュアルモード付きCVT（タイ王国）の4種類。

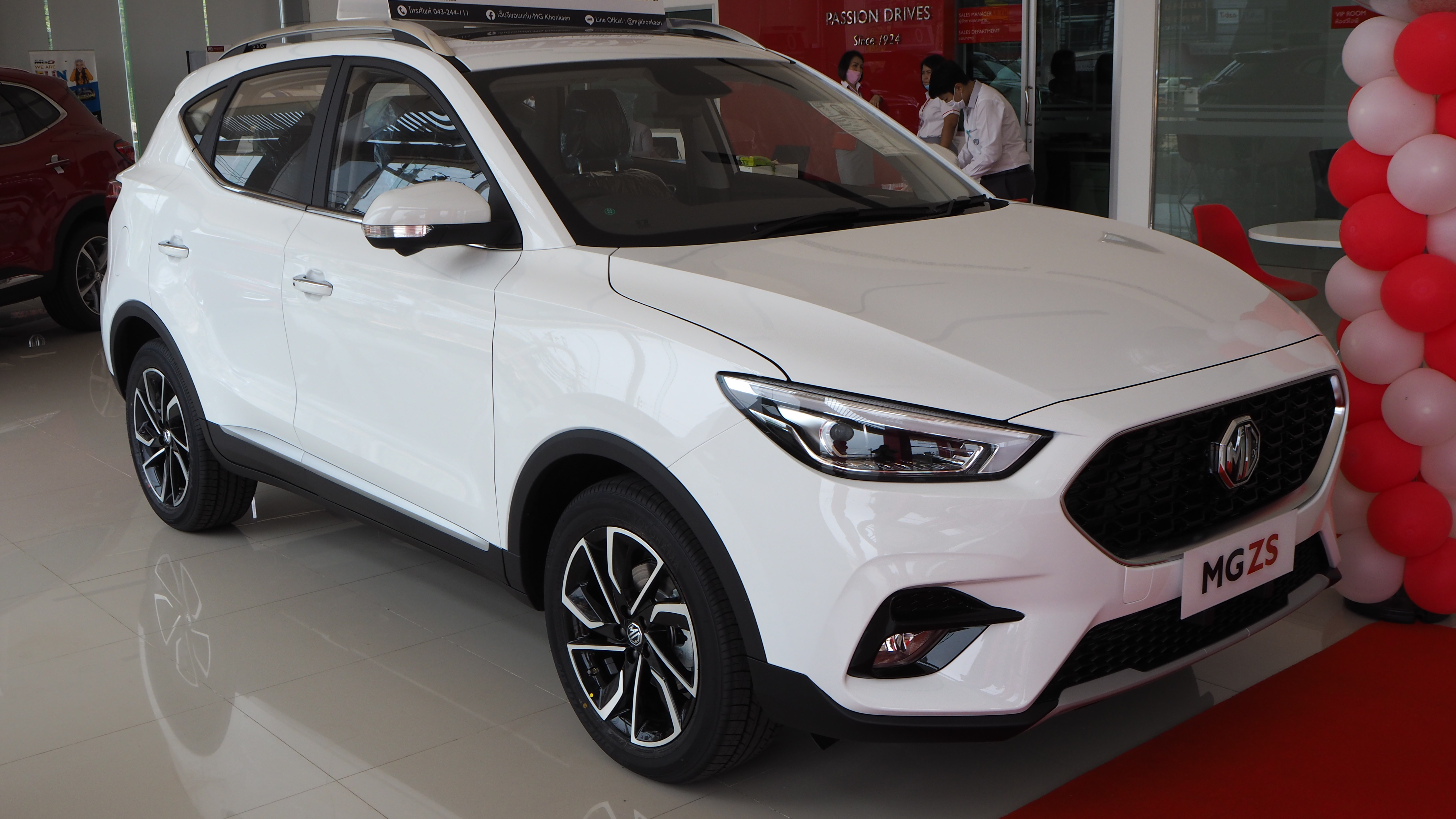
フロント（タイ仕様、2020年型）
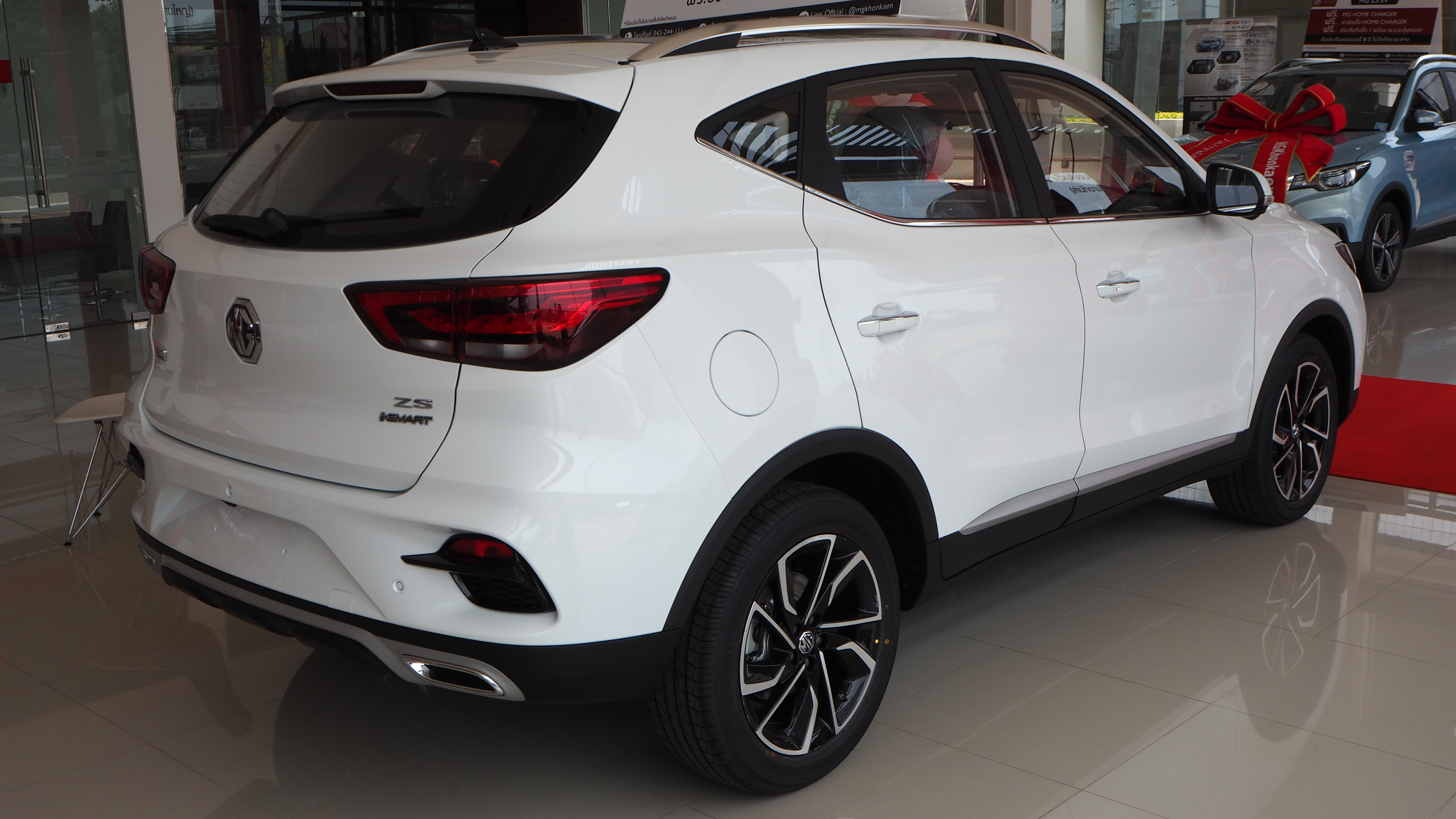
リア（タイ仕様、2020年型）
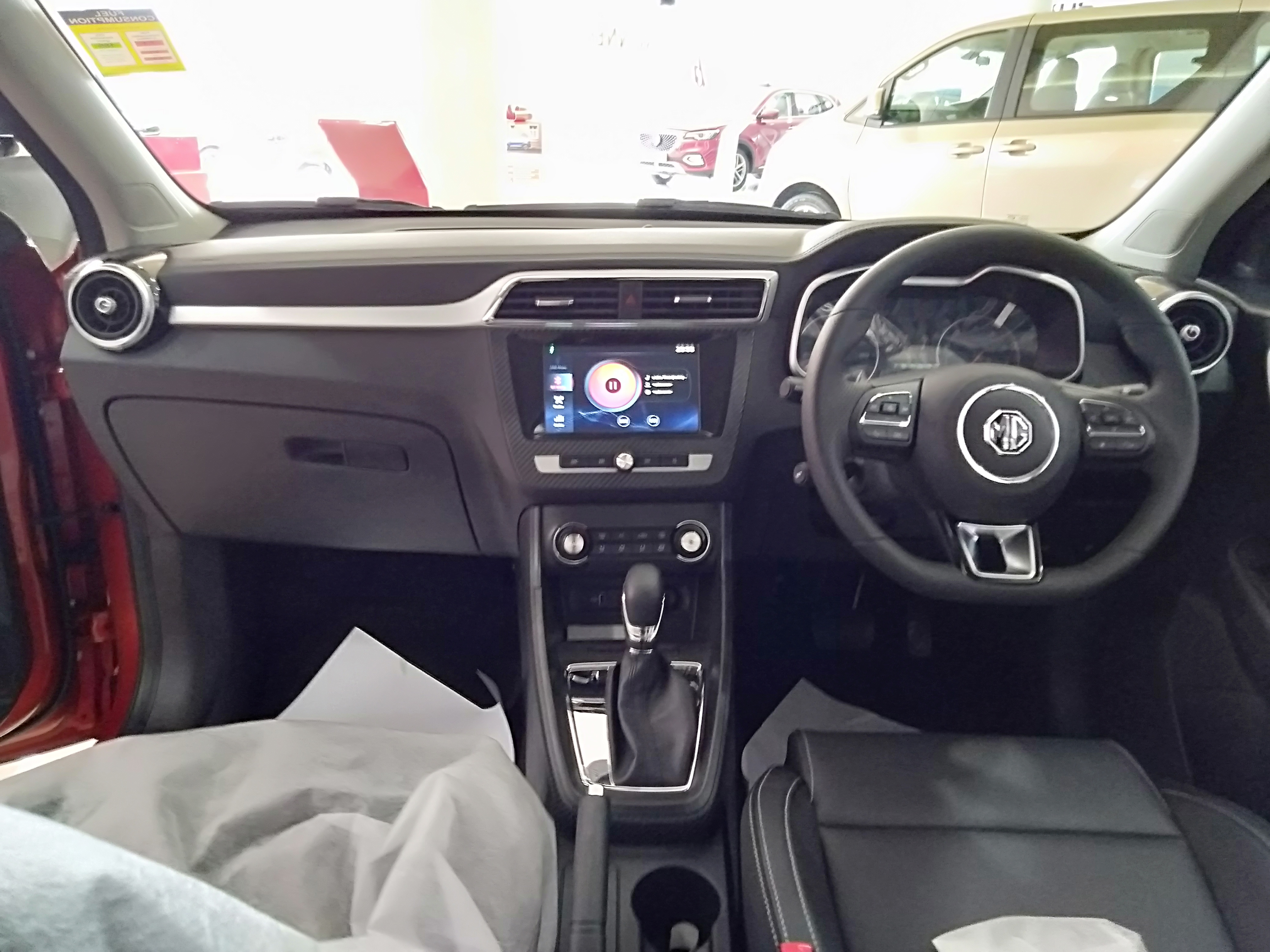
インテリア

### ZS EV/EZS
2018年11月16日、広州国際モーターショーにてZSのEV版が発表された。MG初の市販EVとなる。中国のみEZSの車名で、それ以外のヨーロッパ、オーストラリア、タイ、インドなどの地域ではZS EVとして販売されている。ZS EVは最高出力110kW、最大トルク350N・mを発揮するモーターを搭載し、0-50km/hの加速は3.1秒、航続距離は428kmとなる。また、448Lのトランクスペースが確保されている。

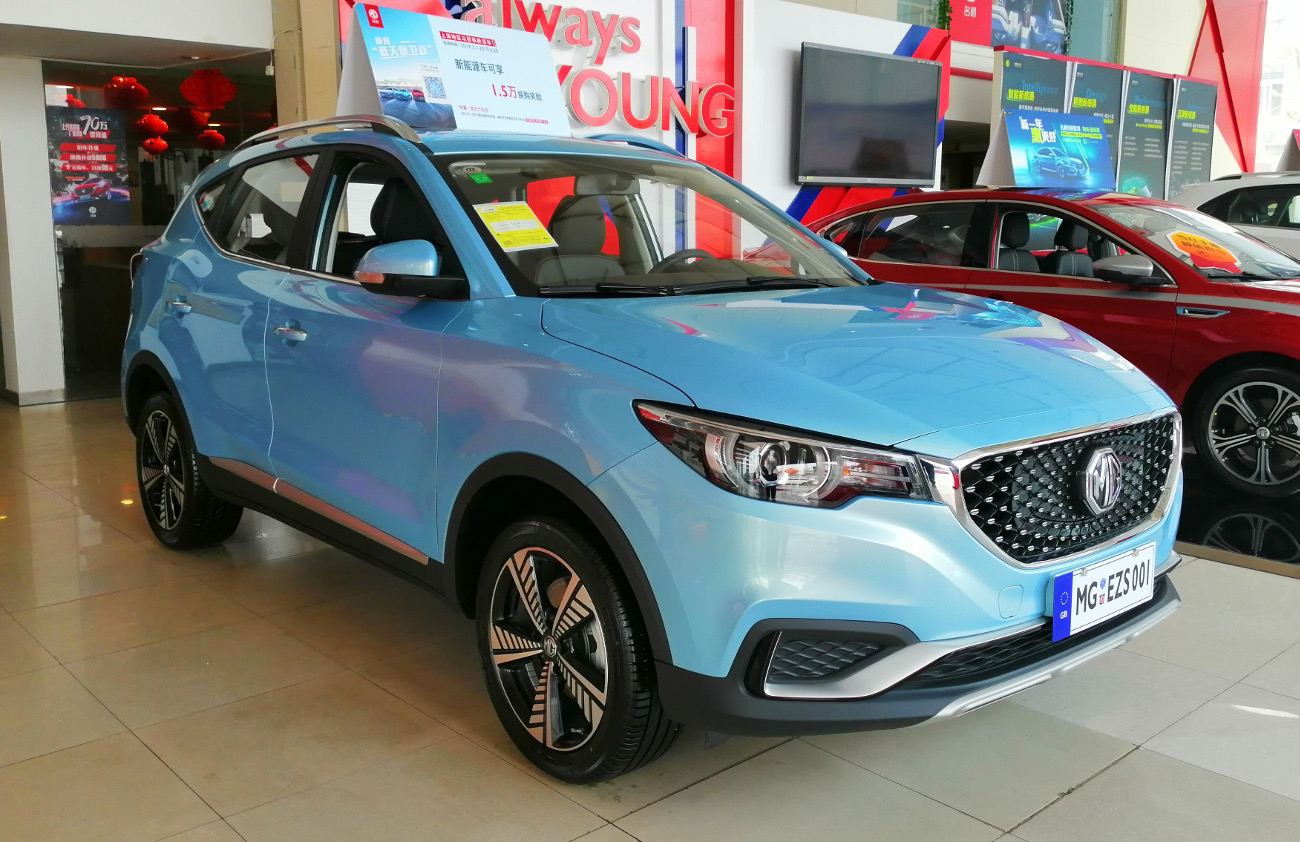
EZSフロント
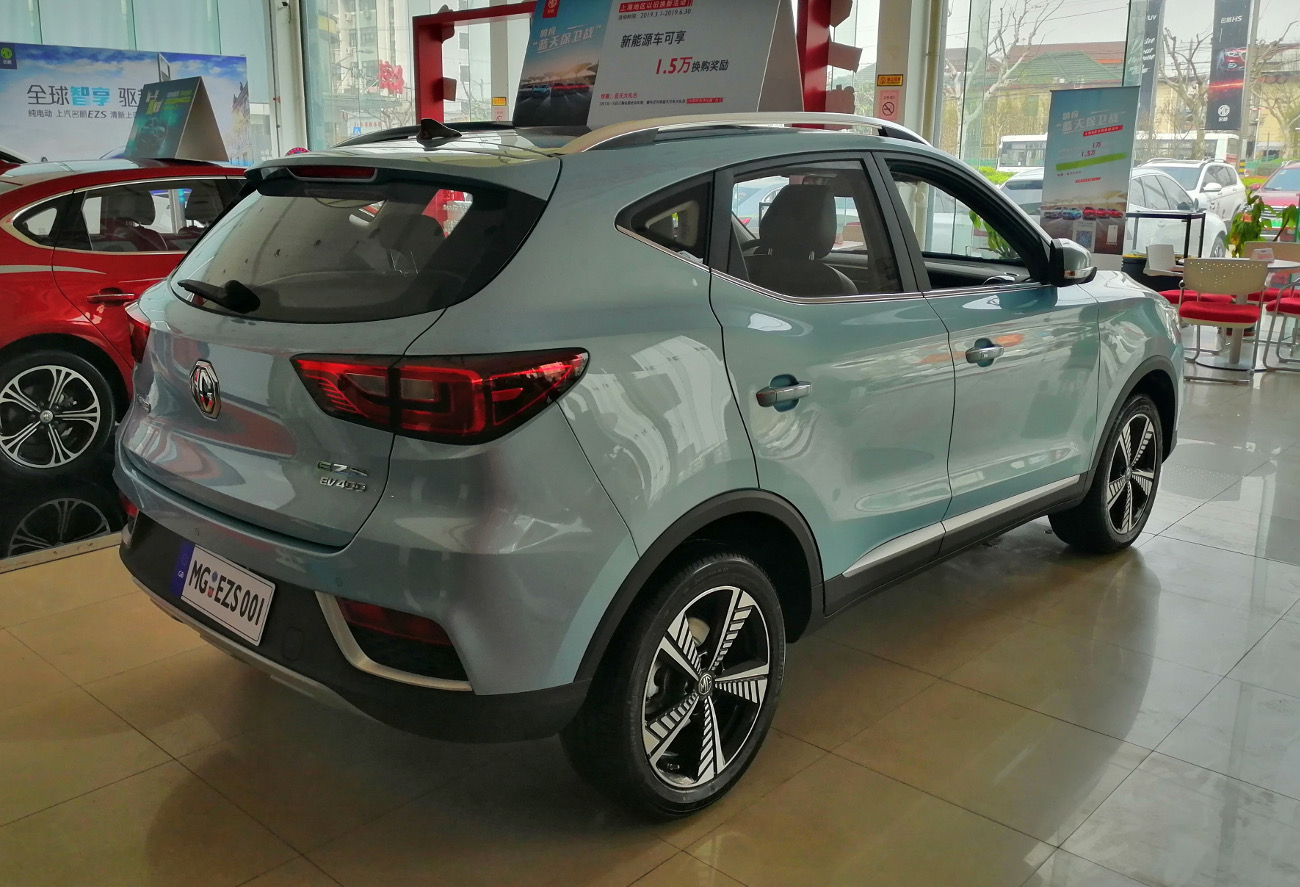
EZSリア
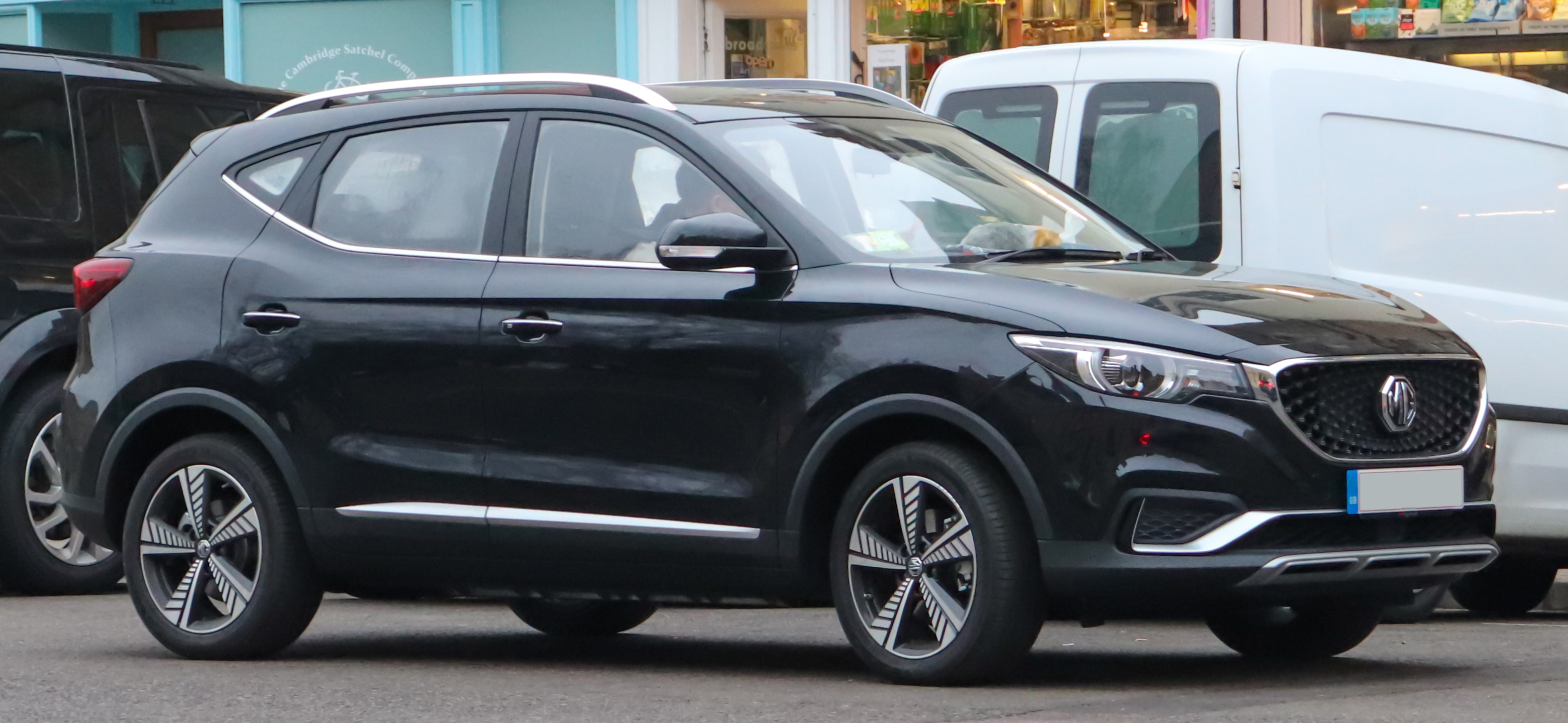
ZS EV（英国仕様、2019年型）
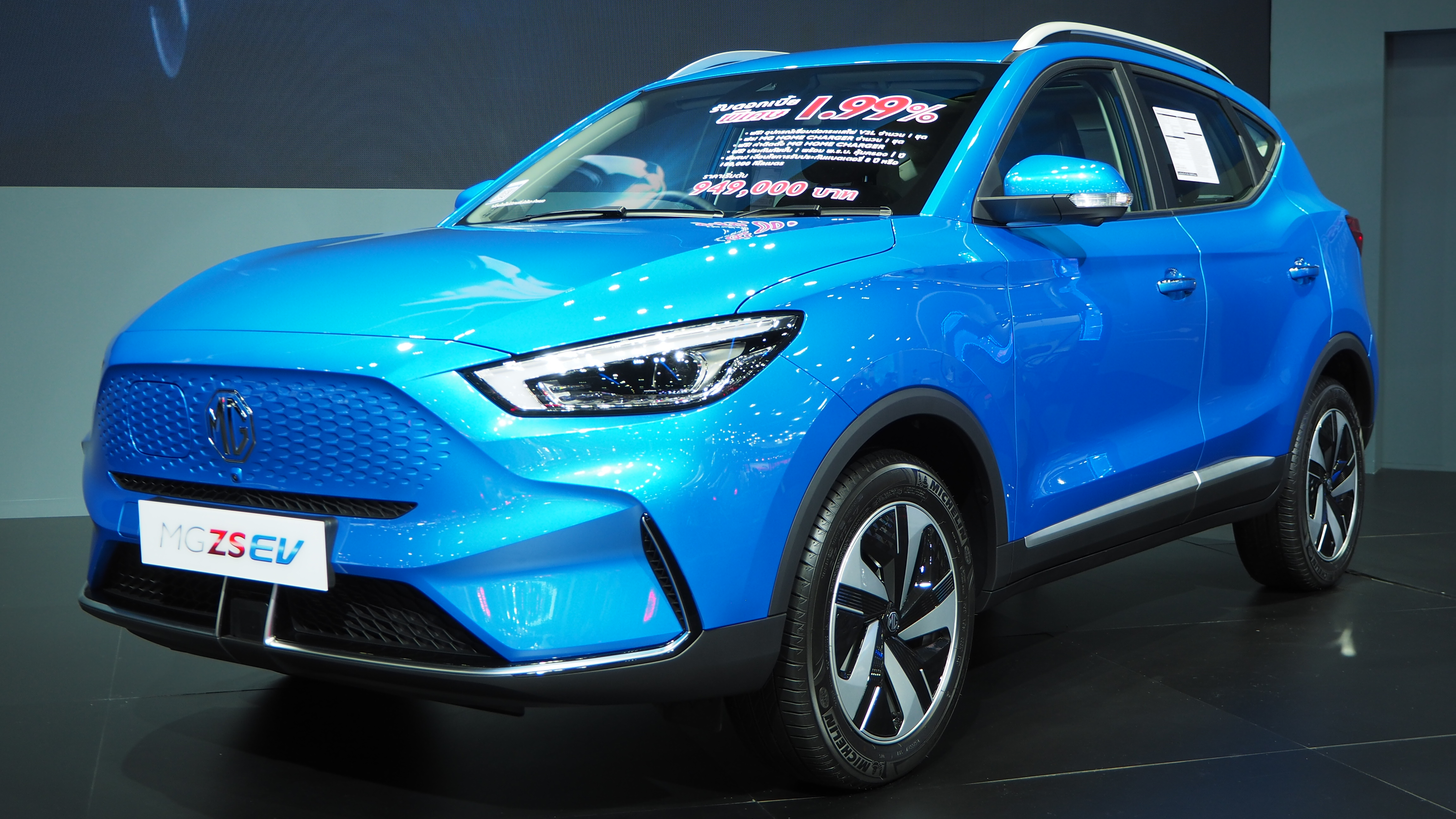
ZS EV（タイ仕様、2022年型）

### VS HEV
2022年8月8日、タイでZSのHEV版にVS HEVが発表された。MG初の市販HEVとなる、このモデルベースには栄威（ロンウェイ, Roewe）龙猫（トトロ、ロメモ）のデザインなフロントマスクやZSのボディスタイルになる。

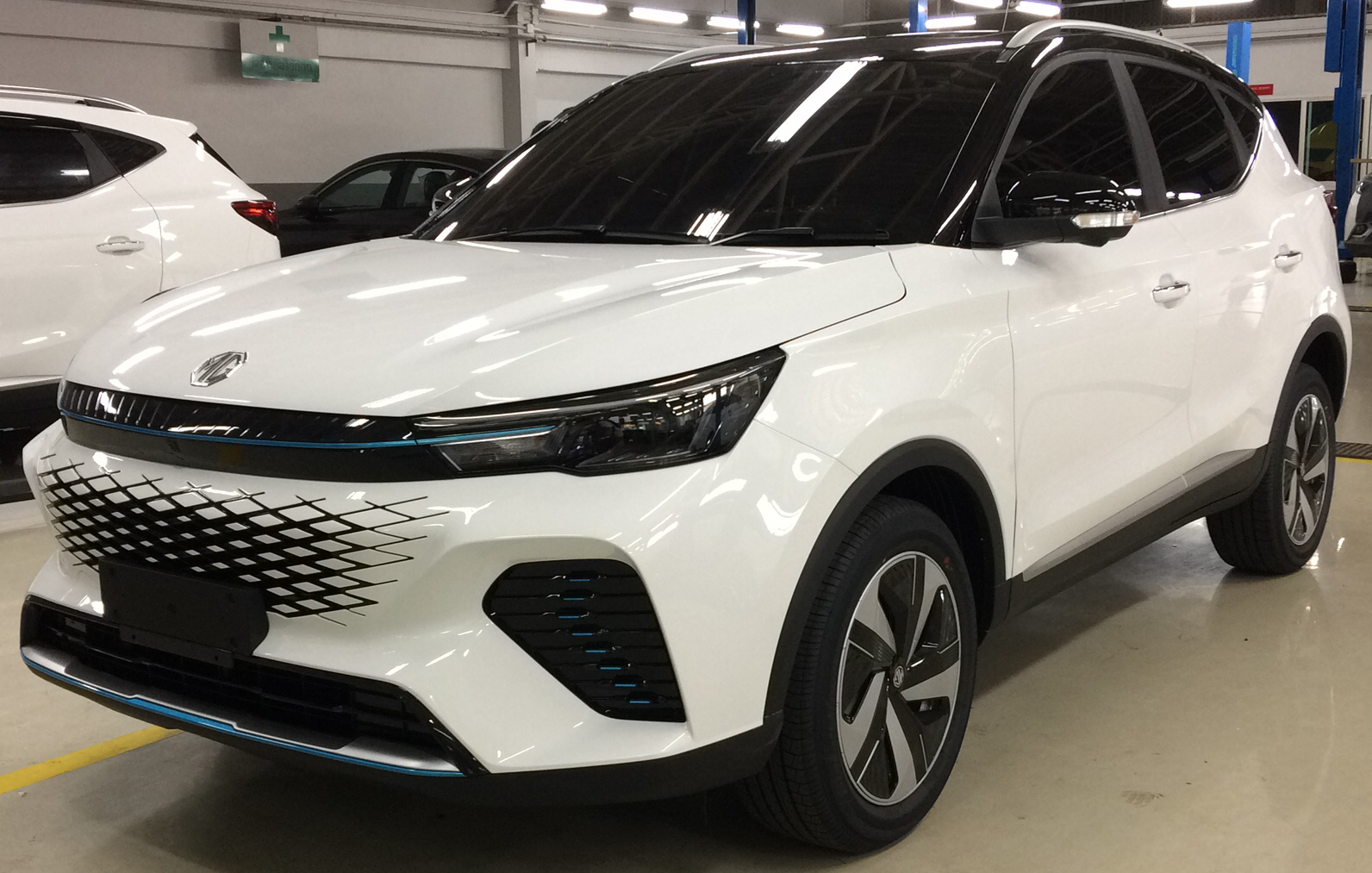
VS HEVフロント（タイ仕様）
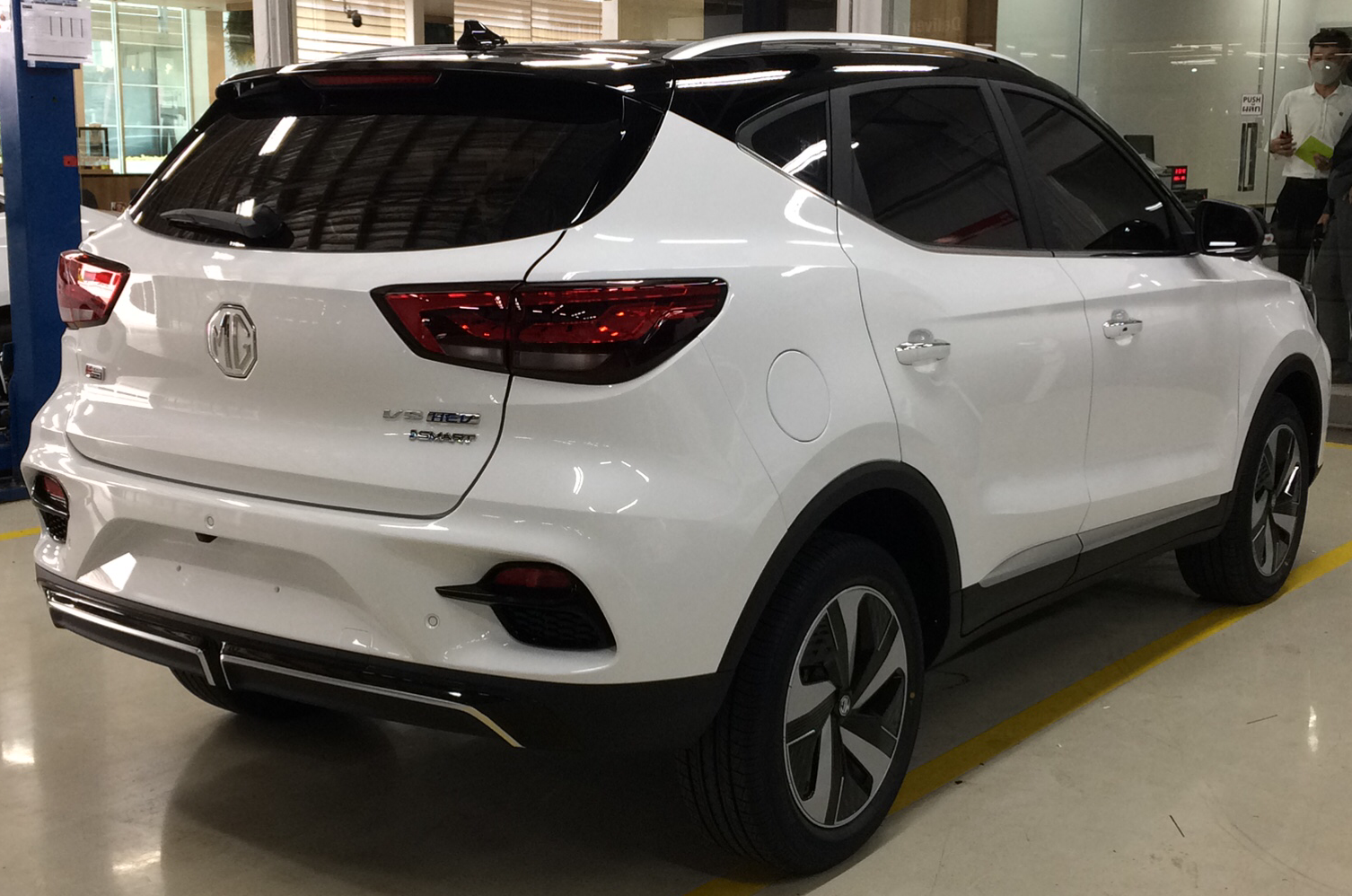
VS HEVリア（タイ仕様）

## 販売実績
| 年   | 中国    | タイ王国 | ヨーロッパ |
| ---- | ------- | -------- | ---------- |
| 2017 | 70,164  | 768      | 374        |
| 2018 | 112,159 | 14,669   | 5,376      |
| 2019 | 121,972 | 14,410   | 9,872      |
| 2020 | 28,091  | 11,780   | 19,676     |
| 2021 | 15,253  | 11,987   |            |
| 2022 | 4,104   | 6,856    |            |
| 2023 | 158     | 4,287    |            |